# Thinophilus atritarsis
Thinophilus atritarsis är en tvåvingeart som beskrevs av Octave Parent 1929. Thinophilus atritarsis ingår i släktet Thinophilus och familjen styltflugor.
Artens utbredningsområde är Sudan. Inga underarter finns listade i Catalogue of Life.